# Demasduit
Demasduit est une autochtone du peuple Béothuk capturée en 1819 avec son bébé par une équipe dirigée par John Peyton Jr. Afin de la prendre vivante, on avait abattu son mari Nonosbawsut et son frère. L'enfant mourut deux jours plus tard. 

## Biographie
Demasduit fut enlevée par un groupe d'Anglais auquel son mari, Nonosbawsut, s'opposa. Il fut alors tué par eux et leur enfant abandonné. Elle fut emmenée à Saint-Jean de Terre-Neuve, où l'on fit son portrait et on la rebaptisa Mary March, puisqu’elle avait été capturée en mars. On lui apprit quelques rudiments d’anglais et elle livra quelques informations intéressantes sur sa nation amérindienne. Deux expéditions furent ensuite organisées pour tenter de retrouver d’autres membres de son peuple afin qu'elle retourne parmi eux, porteuse d’offres de paix. Mais le contact n’eut jamais lieu. On retrouva bien un campement désert, mais « Mary » refusa catégoriquement d’y être abandonnée par les Blancs. 
Au cours de l'été 1819, plusieurs tentatives ont été faites pour la ramener à son peuple, sans succès. Le capitaine David Buchan devait se rendre par voie terrestre, en remontant la rivière des Exploits jusqu'au lac Red Indian avec Demasduit en novembre, les gens de St. John's et de la baie Notre-Dame ayant recueilli l'argent pour ramener la femme Beothuk chez elle. Elle mourut de tuberculose à Botwood à bord du navire de Buchan, le 8 janvier 1820. Son corps fut déposé dans un cercueil au bord du lac, où des membres de sa tribu le trouvèrent, et ramenèrent sa dépouille dans son village en février. Son corps a été placé dans une hutte d'enterrement à côté de ceux de son mari et de son enfant. Il n'y avait plus que trente-et-un Beothuks à ce moment-là.
La nièce de Demasduit, une jeune femme nommée Shanawdithit (1801-1829), était la dernière Béothuke connue.
La chanson "Demasduit Dream", enregistrée par le groupe de musiciens de Terre-Neuve Great Big Sea, décrit cette tragique histoire.
Le musée provincial Mary March de la ville de Grand Falls-Windsor à Terre-Neuve, porte son nom. En mai 2006, un groupe d'étudiants locaux de deuxième année, dirigé par l'étudiant Conor O'Driscoll, a recueilli plus de 500 signatures dans une pétition pour renommer le musée de son vrai nom "Demasduit", afin de refléter la véritable identité de cette héroïne amérindienne, plutôt que le nom qui lui a été donné après sa capture.